# Tunnel du Mont-Blanc
Le tunnel du Mont-Blanc est un tunnel routier qui relie Chamonix-Mont-Blanc dans la vallée de Chamonix, en France, à Courmayeur dans le val d'Aoste, en Italie, à travers le massif du Mont-Blanc. Lors de sa mise en service le 19 juillet 1965, il était le plus long tunnel routier du monde avant l'ouverture du tunnel du Saint-Gothard en Suisse en 1980 et le tunnel de Lærdal en Norvège ouvert en 2000. Il est, à ce jour, le seizième tunnel le plus long du monde.

## Caractéristiques
Le tunnel est constitué d'une galerie unique à double sens de circulation, le doublement initialement projeté n'ayant jamais été réalisé pour des raisons d'abord de financement, puis d'opposition farouche des riverains côté français, en raison des nuisances dues à la circulation intense des poids lourds. La longueur du tunnel est de 11,6 km. Sa hauteur sous voûte est de 4,35 m et sa largeur de 8 m (deux voies de 3,5 m et deux accotements de 0,5 m). L'entrée se trouve à 1 274 mètres d'altitude côté français et à 1 381 mètres côté italien. Le tunnel n'est pas horizontal, mais en forme de V inversé pour faciliter l'écoulement des eaux. Il passe à l'aplomb exact de l'aiguille du Midi. Il a permis de réduire le parcours entre Chamonix-Mont-Blanc et Aoste de 60 km et surtout de ne plus dépendre de la fermeture hivernale des cols alpins, ce qui facilite les déplacements entre la France et l'Italie.
Lors de l'ouverture, la gestion du tunnel était séparée en deux parties et deux sociétés concessionnaires qui géraient chacune une moitié de tunnel :
- côté français : la STMB (Société concessionnaire française pour la construction et l'exploitation du Tunnel routier sous le Mont-Blanc), créée le 30 avril 1958 et renommée ATMB - Autoroutes et tunnel du Mont-Blanc en 1996,
- côté italien : la SITMB S.p.A. (Società Italiana per il Traforo del Monte Bianco), créée le 1er septembre 1957.

## Histoire

### Chronologie

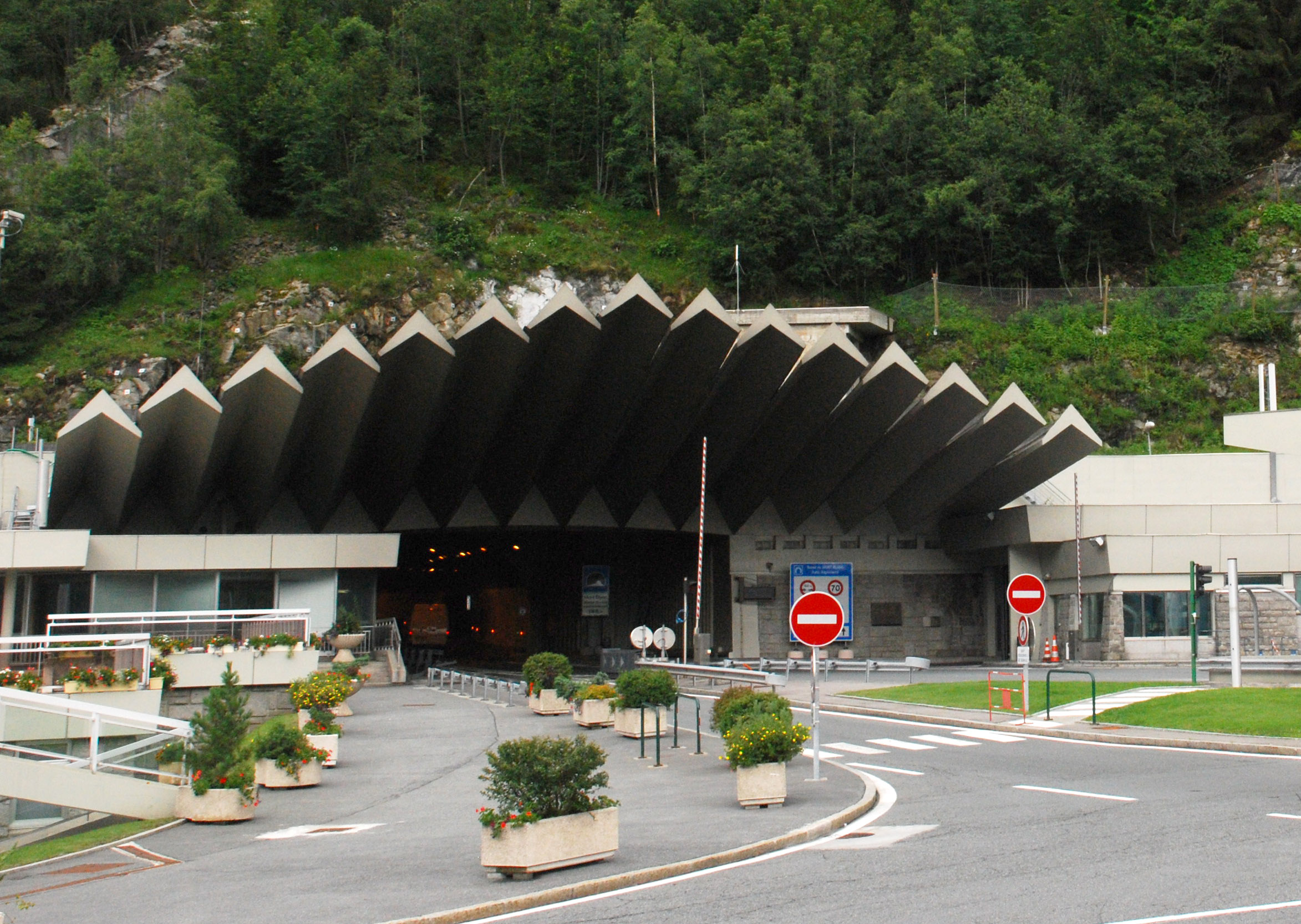
Entrée du tunnel du Mont-Blanc, côté français (juin 2007).

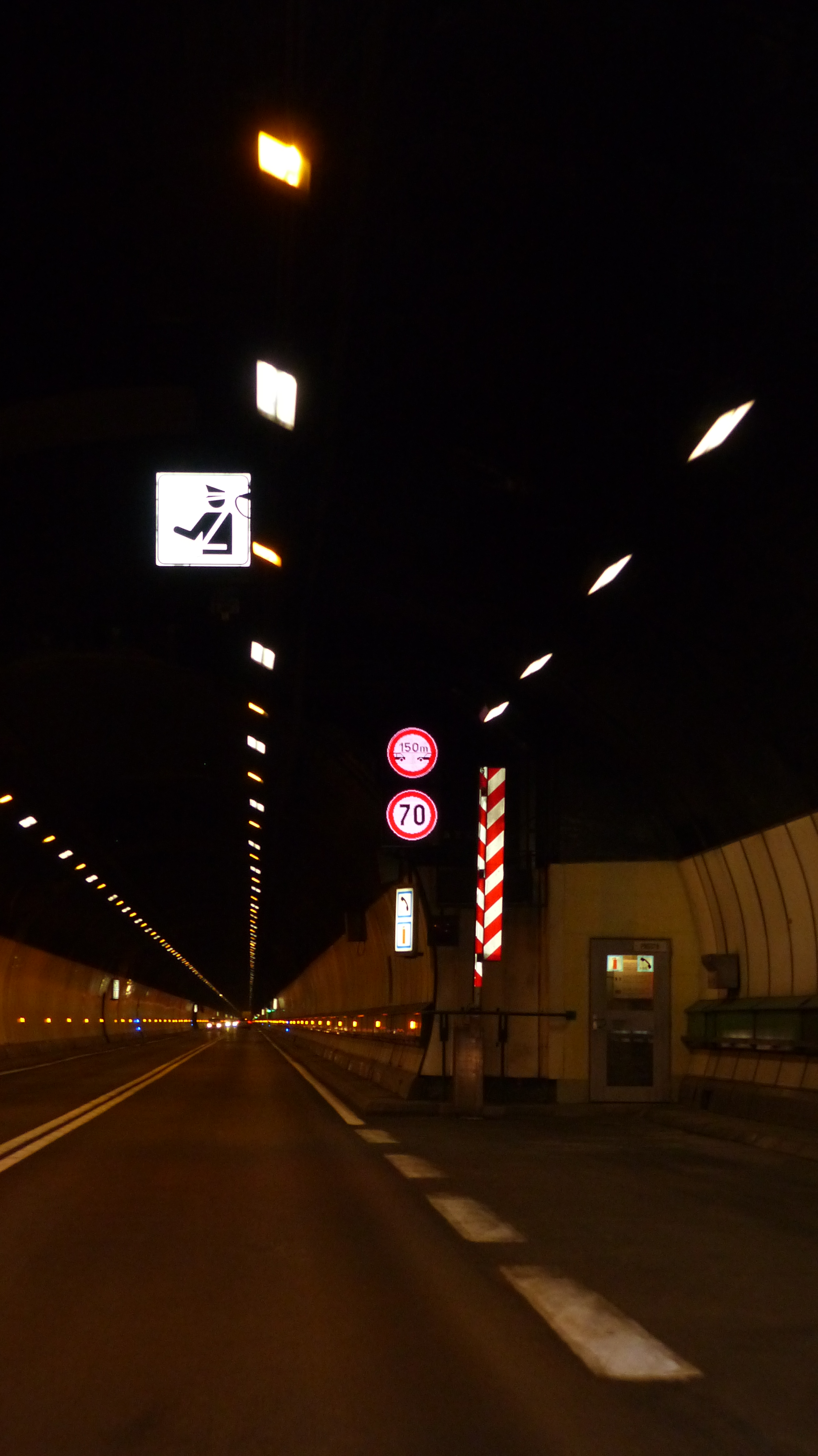
L'intérieur du tunnel, avec un emplacement d'arrêt à droite.

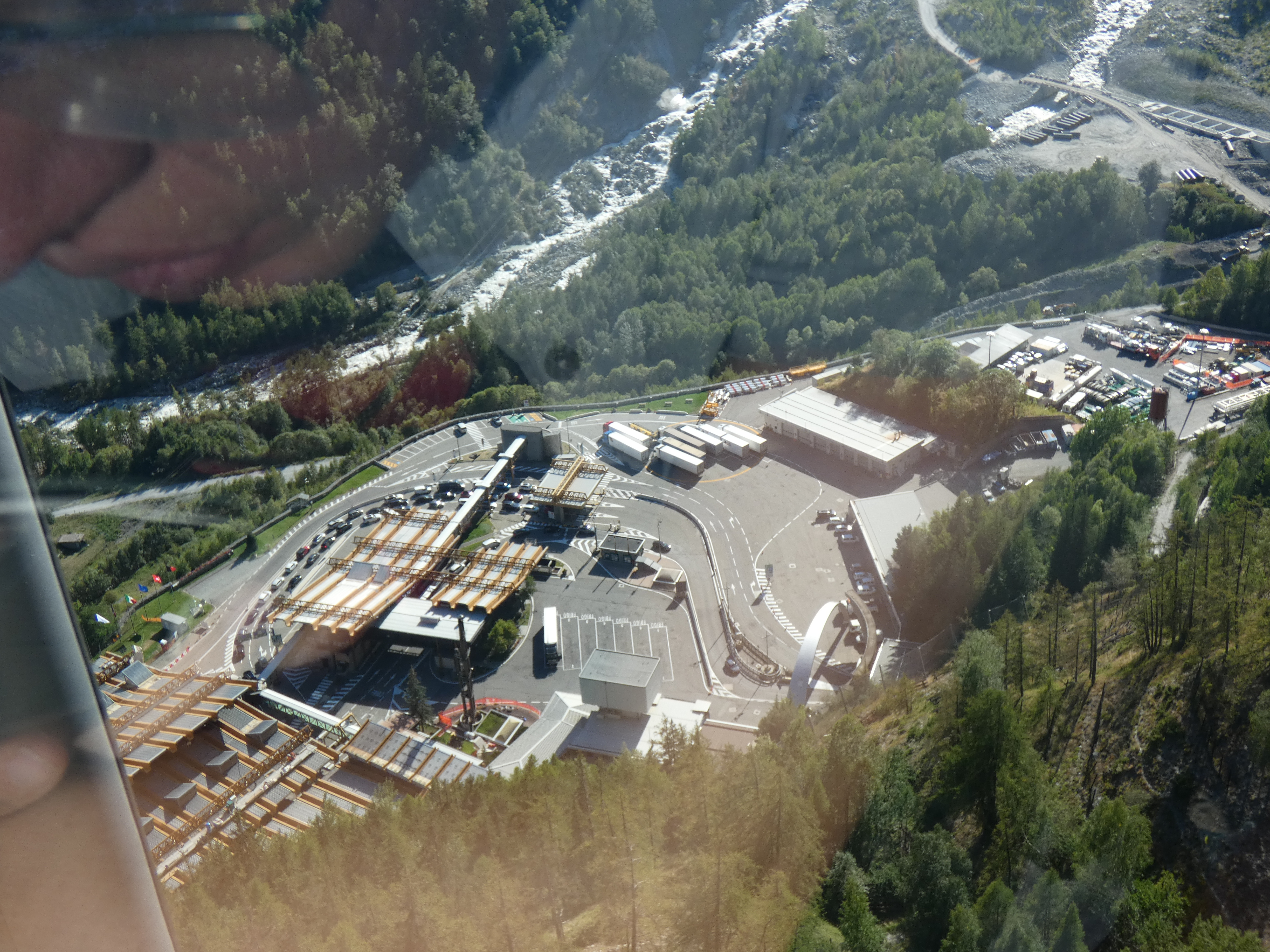
L'entrée du tunnel côté italien

- 1946 : côté italien, forage d'une galerie d'une centaine de mètres qui marque le début du projet.
- 1949 : signature d'une convention franco-italienne prévoyant le percement d’un tunnel routier sous le mont Blanc.
- 1953 : signature d'une charte nationale de la construction du tunnel qui sera ratifiée par les parlements français (en 1954, par 544 voix contre 32) et italien (en 1957).
- 1957 : création de la STMB (Société du tunnel du Mont-Blanc), qui deviendra en 1996 Autoroutes et Tunnel du Mont-Blanc (ATMB).
- 1958 : le 20 mai, les Italiens lancent les travaux, confiés à l'entreprise Società italiana per Condotte d'Acqua de Rome[2]. En mai, les ministres français et italien des Travaux publics lancent officiellement les travaux de percement côté français. Le 30 mai, à Chamonix, grande manifestation pour l’ouverture des travaux de percement du tunnel du Mont-Blanc en présence du ministre des Travaux publics. On annonce qu'un tunnelier (surnommé jumbo) de 75 tonnes permettra de percer le tunnel en moins de 30 mois.
- 1959 : le 8 janvier, la STMB adjugeait les travaux au groupement mené par l'entreprise André Borie, la Compagnie Industrielle de Travaux, la Régie Générale de chemin de fer et travaux publics, l'Entreprise de grands travaux hydrauliques et la Société française d'entreprise de dragages et de travaux publics[2].
- 14 août 1962 : jonction des équipes de percement françaises et italiennes. Le percement a été réussi, l’écart d’axe étant inférieur à 13 cm.
- 16 juillet 1965 : Le président de la République française Charles de Gaulle et le président de la République italienne Giuseppe Saragat inaugurent « le tunnel routier le plus long du monde qui, sous les montagnes les plus hautes d'Europe, relie deux nations déjà fraternellement unies[3]. »
- 19 juillet 1965 : ouverture du tunnel à la circulation touristique[3].
- 20 octobre 1965 : ouverture du tunnel à la circulation des poids lourds[3].
- 1967 : le 19 mars, vingt mois après l'ouverture, la millionième voiture emprunte le tunnel[4].
- 1968 : Édouard Balladur devient président de la Société pour la construction et l'exploitation du Tunnel du Mont-Blanc.
- 1970 : l'autoroute A5 Turin - Mont-Blanc, côté italien, arrive jusqu'à Aoste.
- 1973-1974 : ouverture de la première section de l’A40 - Autoroute blanche entre Genève frontière et Bonneville et prolongée jusqu'à Cluses en 1974.
- 1975-1976 : l'autoroute A40 est prolongée jusqu'à Sallanches en 1975 puis jusqu'à Passy en 1976. Il faut utiliser l'ancienne RN205 tortueuse et étroite pour accéder à Chamonix et au tunnel.
- 1978 : un réseau de caméras de surveillance est installé, soit une tous les 300 mètres, et la capacité totale d’alimentation en air frais du tunnel est portée à 900 m3/s.
- 1980 : pour éviter le rejet sur la plate-forme de l’air vicié par la tête française du tunnel, un puits vertical de 7 m de diamètre est créé au droit de la courbe d’entrée du tunnel.
- 1982 : le Viaduc des Égratz est mis en service en milieu d'année après avoir été retardé par les travaux résultant de l'inversion du sens de circulation avec une pente de 7 %.
- 1990 : Dans le cadre d'un plan pluriannuel de modernisation, sont mis en œuvre :
  - une troisième génération de vidéosurveillance avec transmission des données par fibres optiques,
  - la création d’un réseau de 18 abris pressurisés, soit un tous les 600 mètres,
  - la création d’une conduite d'incendie sous pression,
  - le remplacement des éléments de sécurité : bornes d’appel, extincteurs, groupes électrogènes.
- 1997 : mise en service d’un système de détection incendie et lancement d’études pour la détection automatique d’incident, une gestion technique centralisée des équipements de sécurité et une nouvelle signalisation par panneaux à messages variables.
- 1999 : le 24 mars, un camion belge entre côté français et prend feu. On dénombrera 39 morts parmi les pompiers et les automobilistes pris au piège, 24 camions, 9 automobiles et un véhicule incendie détruits.
- 2001 : le 29 juin, l'autoroute A5, côté italien, est mise en service jusqu'à Morgex, à 10 km de l'entrée du tunnel.
- 2002 : le 9 mars, après 3 ans de travaux de réparation et modernisation, le tunnel est remis en service avec de nouvelles règles de sécurité.
- 2007 : l'autoroute A5, côté italien, est mise en service jusqu'à l'entrée du tunnel.
- 2010 : le 1er mai, l'État français transfère à l'ATMB l'exploitation et l'entretien des 20 km de la RN205 qui relie la fin de l'A40 à Passy au tunnel,
- 2023-2024 : travaux de rénovation du tunnel, entraînant des fermetures pendant 14 semaines[5].

### Construction

#### Contexte historique
L'histoire des tunnels alpins remonte au XIXe siècle avec les premiers percements de tunnels ferroviaires. Le percement du tunnel ferroviaire du Fréjus (1857-1870 / 13,6 km) en est le premier exemple, suivi du Saint-Gothard (1872-1882 / 15 km) et du Simplon (1898-1905 / 19,8 km).
Dès 1814, les habitants du duché d'Aoste présentent une requête au roi de Piémont-Sardaigne pour le creusement d'un tunnel pour relier les deux provinces d'Aoste et de Savoie à travers les Alpes. À partir de 1835, plusieurs projets sont présentés aux autorités du royaume de Sardaigne pour réaliser un tunnel sous le massif du Mont-Blanc mais ce n'est qu'en 1946, avec la création de la Compania del Traforo créée par l'ingénieur turinois, le comte Dino Lora Totino (1900-1980) et avec le projet actualisé par l'ingénieur Vittorio Zignoli de l'École polytechnique de Turin, que le projet se concrétisera.
Entre-temps, entre la fin du XIXe et le début du XXe siècle, cette idée a été relancée à plusieurs reprises : le succès du tunnel ferroviaire du Fréjus afin de relier les deux capitales du royaume de Piémont-Sardaigne, Turin et Chambéry, mis en service en 1872 - alors que le duché de Savoie était entre-temps devenu français depuis 1860 -, semblait être une bonne raison pour encourager l'ouverture d'un nouveau tunnel ferroviaire transalpin d'autant plus qu'en 1882 les premiers trains traversaient le tunnel du Saint-Gothard en Suisse, ouvrant une voie de communication importante avec l'Italie. Des raisons politiques et l'exacerbation des relations commerciales entre l'Italie et la France font abandonner l'idée de tunnel sous le Mont-Blanc alors que l'Italie et la Suisse s'accordent pour réaliser une nouvelle liaison à travers les Alpes de presque 20 km de longueur, le tunnel du Simplon, dont la construction débute en 1898.
Au début du XXe siècle, à l'initiative du député valdôtain Francesco Farinet, le Monte Bianco est de retour dans l'actualité. En 1907, le quotidien turinois La Stampa publie en avant-première la nouvelle de la construction imminente du tunnel et en 1908 l'ingénieur français Arnold Monod présente son étude à une délégation de parlementaires italiens et français, soutenus respectivement par les premiers ministres Giovanni Giolitti et Georges Clemenceau, en visite à Aoste. Il s'agissait de la première étude technique et géologique approfondie. Peu après, le Ministère français des Travaux Publics fait établir l'avant-projet d'un tunnel de 13 km de longueur entre Chamonix (altitude 1050 m) et Courmayeur (1287 m). Mais le climat d'enthousiasme qui avait accompagné ces événements va vite s'évanouir. Les élections politiques françaises de 1909 sanctionnent le gouvernement Clemenceau par une cuisante défaite et ouvrent une période d'instabilité politique et de troubles sociaux. En Italie, Francesco Farinet, député depuis 14 ans, n'est pas réélu. La Première Guerre mondiale fait oublier tous les projets.
Après des années de silence, en 1933, le quotidien milanais Il Corriere della Sera publie un long article signé Carlo Ciucci et intitulé « Une idée en passe de devenir réalité. L'autoroute du Mont-Blanc ». Le Genevois Antoine Bron, président du Conseil d'État, rencontre le sénateur italien Piero Puricelli, l'ingénieur inventeur, concepteur et constructeur de la première autoroute européenne, la Milano-Laghi. Ensemble, ils contactent Arnold Monod pour le convaincre de transformer son étude pour la liaison ferroviaire en liaison routière. En 1934, lors d'un congrès réunissant les autorités françaises, italiennes et genevoises à Bonneville, Monod présente le projet d'un tunnel routier de 12 620 mètres de longueur de l'amont de Chamonix, à l'altitude de 1 220 m, à Entrèves en Italie à l'altitude de 1 274 m. Le trafic annuel est alors estimé à 100 000 voitures et 25 000 poids-lourds et les tarifs de péage envisagés seraient modulés en fonction du nombre de passagers - de 18,60 lires ou 25 francs pour une voiture et au poids des marchandises (18,60 lires jusqu'à 1 t, 25 lires au-delà). À cette époque, les relations entre l'Italie de Mussolini et la France de Laval étaient bonnes, mais peu après, en janvier 1936, le gouvernement Laval tombe pour faire place au Front populaire de Léon Blum, et l'Italie entre en guerre contre l'Éthiopie ce qui provoque la réaction de la Société des Nations et l'application de sanctions économiques en novembre 1935. La guerre d'Espagne, l'axe Rome-Berlin et le déclenchement de la Seconde Guerre mondiale vont contribuer à anéantir définitivement tous les projets internationaux.
Après la fin du conflit, en 1945, alors que les griefs et les motifs de division ne sont pas encore apaisés, un ingénieur piémontais, le comte Dino Lora Totino, comprend l'importance de ce projet, seul capable de briser les barrières naturelles et de relier le Piémont à la Savoie et la Suisse. Avec l'aide du professeur Zignoli, de l'École polytechnique de Turin, il étudie les différentes possibilités, depuis la Vallée d'Aoste. Il propose un tunnel de 12 km sous le mont Blanc avec une section limitée à deux voies ou un système de transport par navettes ferroviaires. C'était un projet très réducteur, mais cela n'empêchera pas Dino Lora Totino, en mai 1946, de commencer à creuser du côté italien, à ses frais, un tunnel destiné à mesurer environ 12 km de longueur comportant une chaussée à deux voies de huit mètres de largeur. Il obtient en 1947, de la Municipalité de Chamonix, la concession de vingt hectares de terrain côté français. Les travaux de percement du tunnel avaient atteint une longueur de 60 mètres en pleine section, plus 50 m en section médiane et 50 m en tunnel de reconnaissance quand, en 1947, l'ordre de suspension de toute activité lui est notifié puisque aucune autorisation ne lui avait été délivrée. Mais l'initiative de Dino Lora Totino avait eu le mérite de poser le problème et de replacer le tunnel dans le débat politique.
Un accord bilatéral est signé en 1949, par lequel les deux nations impliquées s'engagent à poursuivre la construction du tunnel routier.
En Italie, grâce au député valdôtain Paolo Alfonso Farinet (neveu de Francesco Farinet, le député qui s'était battu pour le tunnel au début du siècle), il a été aisé d'obtenir le soutien du président du Conseil Alcide De Gasperi et du Président de la République, Luigi Einaudi mais en France, les avis étaient très contrastés. L'idée d'ouvrir un tunnel routier au Fréjus avait fait son chemin : une idée très fortement soutenue par les députés savoyards et par le quotidien local Le Dauphiné libéré, qui avait beaucoup plus de lecteurs que dans le Mont Blanc[pas clair]. À cette époque, chacun voulait son propre tunnel, convaincu que l'ouverture d'un passage transalpin apporterait des avantages importants sur l'itinéraire de référence. Les adversaires du tunnel du Mont-Blanc insistaient sur le problème du coût et la difficulté de trouver le financement des travaux. Les banques françaises étaient frileuses et on disait à Paris que « le Mont Blanc c'est le tunnel genevois et ça ne peut pas intéresser la France ». La conviction se répand que le tunnel du Mont-Blanc correspondrait aux intérêts de la SNCF qui, entre Modane et Bardonnèche dispose du monopole des transports par chemin de fer entre la France et l'Italie, et s'opposerait donc au tunnel routier du Fréjus. Le tunnel du Mont-Blanc n'aurait favorisé que la Vallée d'Aoste et le port de Gênes, au détriment de celui de Marseille.
Entre-temps, et en causant moins de débats, un troisième tunnel transalpin fait son chemin, le tunnel du Grand-Saint-Bernard. Le projet est soutenu par les Suisses du canton du Valais et les Turinois, le géant FIAT SpA en tête, persuadés que le tunnel du Mont-Blanc aurait certainement été utile, mais aurait davantage favorisé Milan et la Lombardie.
Dans ce contexte, entre ajournements et hésitations, le 14 mars 1953 à Paris, la « convention entre la France et l’Italie relative à la construction et à l'exploitation d'un tunnel sous le mont Blanc » est signée. Ce n'était rien de plus qu'une déclaration d'intention, signée par deux ambassadeurs, qui ne saurait devenir effective qu'après l'approbation des Parlements respectifs.
Presque six années s'écoulent entre la signature de la « Convention entre l'Italie et la France », le 14 mars 1953, et le début des travaux de creusement du tunnel du Mont-Blanc le 8 janvier 1959.
L'accord international devait recevoir une validation de chacun des deux parlements et la promulgation d'une loi de ratification. En Italie cela s'est fait rapidement, le 14 juillet 1954 la convention est approuvée par les députés et le 30 juillet par les sénateurs italiens. En France le processus d'approbation est beaucoup plus long et très tourmenté. Au lendemain de la signature de la Convention, en 1953, Le Dauphiné libéré publie une série d'articles au titre emblématique : Liaisons dangereuses, dans lesquels sont préfigurées des conséquences désastreuses pour l'économie française : l'ouverture du tunnel du Mont-Blanc allait profiter à Genève et Gênes au détriment de Marseille et de la vallée du Rhône, l'économie alpine comme celle de la Côte d'Azur allaient en pâtir, les touristes allaient déserter les hôtels de Chamonix pour remplir ceux de Courmayeur. Au lieu de dépenser beaucoup d'argent pour acheminer des véhicules d'Italie vers la France, il aurait suffi d'organiser le transport de voitures par chemin de fer de Bardonnèche à Modane. C'est ainsi que le 15 octobre 1953, le premier train de la navette transportant des voitures traverse le tunnel ferroviaire du Fréjus : un excellent argument pour reporter, sinon mettre en veilleuse, le projet du tunnel du Mont-Blanc. Les années 1954 et 1955 sont meublées de valses hésitations et tentatives avortées pour porter la Convention au Parlement. En septembre 1956, alors qu'en France on discute toujours sur l’utilité de valider ou non la convention de construction du tunnel, l'Italie et la Suisse signent la convention pour la construction du tunnel du Grand-Saint-Bernard qui sera approuvée dans les mois qui suivent par les deux Parlements si bien que les travaux peuvent débuter en décembre 1958. (NDR : Les archives de FIAT SpA mentionnent un projet de construction par sa filiale Fiat Impresit et du financement complet du tunnel par FIAT).
La nouvelle du lancement du tunnel du Grand-Saint-Bernard, et les fortes pressions de l'ambassade d'Italie à Paris, provoquent une réaction côté français et le projet du tunnel du Mont-Blanc est finalement soumis au vote de l'Assemblée nationale le 24 janvier 1957. Mais l'approbation définitive nécessite la confirmation par le Sénat français, et lors du débat du 11 avril 1957, les opposants reparlent de « folie financière » et de « suicide économique préjudiciable aux intérêts du pays ». Deux amendements sont introduits ce qui nécessite un second passage à l'Assemblée nationale qui approuve finalement la loi à 21 h 7 le 12 avril 1957, la veille de la fermeture du Parlement pour les vacances de Pâques. Cette validation est intervenue juste à temps car, à la reprise des travaux parlementaires, le gouvernement français est entré dans une crise profonde qui s'est soldée par la dissolution du parlement, la nomination du général De Gaulle suivie de la rédaction d'une nouvelle constitution et la création de la Cinquième République en 1958.
La ratification française de la convention internationale a permis aux deux États de lancer la création des sociétés concessionnaires pour la construction et la gestion future du tunnel :
- En Italie, la Società Italiana per il Traforo del Monte Bianco est constituée à Aoste le 1er septembre 1957. Le président est l'ambassadeur Francesco Jacomoni di San Savino et le directeur général l'ingénieur Giovanni Carlo Anselmetti, de Turin, administrateur et directeur de la Industrie sidérurgique Cogne, une puissante entreprise sidérurgique d'Aoste.
- L'année suivante, le 6 juin 1958, la Société française du Tunnel du Mont-Blanc est créée. Le président est Edmond Giscard d'Estaing, membre de l'Institut de France et père du futur président de la République, Valéry Giscard d'Estaing et le directeur général est Henri Bastien.

Comme la convention signée entre l'Italie et la France le prévoyait, le financement du tunnel était également réparti entre les deux pays alors que 7 640 mètres se trouvent en territoire français et seulement 3 960 mètres en territoire italien. Les sociétés concessionnaires sont structurées comme suit :
- la SITMB - Società Italiana per il Traforo del Monte Bianco S.p.A. pour la partie italienne, société de droit privé dont le capital est détenu par des entreprises publiques, comme la Loi italienne l'impose. Les actionnaires sont :
  - la société Autostrade SpA, société appartenant au holding public italien IRI (51,0 %),
  - l'ANAS (32,125 %) entreprise publique italienne chargée du réseau routier,
  - la Région Valle d'Aosta (10,625 %)
  - le Canton et la ville de Genève (3,125 % chacun).
- la société d'économie mixte Société concessionnaire française pour la construction et l'exploitation du Tunnel routier sous le Mont-Blanc pour la partie française, au capital de 4 millions de francs, dont les actionnaires sont :
  - l'État français (67,30 %),
  - les Départements de la Haute-Savoie et de l'Ain (18,62 %),
  - le Canton et la ville de Genève (5,41 %),
  - des Compagnies d'assurances françaises (4,76 %),
  - des établissements financiers français et suisses (2,39 %),
  - divers (1,52 %).

La STMB a été renommée ATMB (Autoroutes et tunnels du Mont-Blanc) en 1996 après que l'État a confié à la STMB la concession de l'Autoroute blanche A40.

#### Construction

##### Côté italien
Le 14 mai 1958, la Société italienne procède à l'adjudication de sa section. Le 20 mai 1958, les travaux pour les installations de chantier et la construction des routes d'accès commencent, à La Palud, un hameau d'Entrèves, à l'emplacement précis de la galerie expérimentale de Dino Lora Totino, où la première amorce du tunnel avec le creusement de 60 mètres de tunnel en pleine section avait été réalisée en 1946. Lors de la constitution des deux sociétés concessionnaires d'économie mixte, le Syndicat Dino Lora-Totino a été indemnisé de ses études et travaux initiaux et son directeur nommé au Conseil d'administration de la Société italienne SITMB SpA.
L'entreprise adjudicataire est la Società italiana per Condotte d'Acqua S.p.A., une des plus importantes entreprises italiennes, fondée à Rome en 1886, ayant acquis une solide réputation dans la péninsule comme à l'étranger pour avoir réalisé de très grands travaux de génie civil : des tunnels ferroviaires et autoroutiers, des canaux d'irrigation, 640 aqueducs, des barrages et, notamment, le tunnel Cassano-Caposele de 19 km, dans les Apennins. La conduite du chantier du tunnel du Mont-Blanc a été dirigée par l'ingénieur Catalano.
Le matériel mis en œuvre sur la tête italienne comportait des perforatrices montées sur une plateforme roulante (carro-ponte), de format un peu moins impressionnant que son homologue français, mais la grande différence résidait dans le mode d'évacuation des déblais. Les Italiens utilisaient des camions spéciaux pour tunnels qui nécessitaient une plus forte ventilation de la galerie tandis que les Français pensaient utiliser des convoyeurs à traction électrique.
Le travail de forage commença dans des micaschistes compacts, avec une très bonne tenue à l'explosif. Le chantier put ainsi avancer de 8 à 10 mètres par jour, sur la pleine section de 85 m2 mais, vers 350 mètres, une venue d'eau de 300 litres par seconde inonde le front de taille qui doit être évacué. Après avoir capté et canalisé cette venue d'eau tombée à 50 L/s, le travail reprend. À 500 mètres, l'éboulement du tunnel sur 200 mètres écrase la plateforme mobile de perforation. Il faudra deux mois pour passer cette zone de phyllades friables, à grand renfort d'armatures métalliques. Il est alors décidé de poursuivre le chantier seulement sur la demi-section supérieure. Cette précaution se révèle utile car le 12 août 1959, au PK 816, un nouvel éboulement bloque à nouveau le percement. Les géologues italiens avaient annoncé la rencontre du granit vers 1 300 mètres, et le granit est effectivement rencontré au PK 1.330 mais les conditions favorables se sont vite détériorées. Le granit diaclasé et broyé en zones de mylonites, qui prédomine à partir du PK 3.000, est atteint le 21 avril 1961. Le chantier passe sous la vaste cuvette du Géant et des venues d'eau glaciaire détrempent les roches, ce qui provoque des déformations spectaculaires de la galerie. Il faut utiliser le procédé classique d'étaiement avec des portiques en bois. Après les mylonites, la roche s'améliore au point de permettre un avancement journalier de huit mètres, en pleine section. Mais au PK 3.670, le chantier doit affronter une énorme venue d'eau de 600 litres par seconde, soit 50 000 m3 par jour. Au début du mois de février 1962, les grosses difficultés cessent sur le chantier transalpin qui franchit le 10 février, le PK 4.000. Le 1er mars, pour accélérer le rythme, le percement repasse en demi-section et, le 3 août, la veille de la jonction, 5 800 mètres de galerie sont terminées. La durée totale des travaux s'est élevée à 1 302 jours, ce qui donne un avancement moyen de 4,4 mètres par jour. Par comparaison, lors du percement du tunnel du Fréjus, de 1857 à 1870, l'avancement moyen fut de 0,50 m avec des pointes maximales de 1,42 m et de 3 m, mais uniquement pendant quelques jours.

##### Côté français
Les travaux débutent avec six mois de retard sur les Italiens. Par chance, ils n'ont pas connu des péripéties aussi spectaculaires. Le 8 janvier 1959, la Société française adjuge sa partie du tunnel à l'Entreprise André Borie, mandataire du groupement comprenant la Compagnie industrielle de travaux, la Régie générale de chemins de fer et de travaux publics, les Entreprises de grands travaux hydrauliques, la Société française d'entreprise de dragages et de travaux publics. Le chantier français, dirigé par l'ingénieur André Gervais, ne bénéficie pas des travaux préliminaires déjà exécutés sur le versant italien. Les travaux de construction de la route d'accès au point d'attaque débutent le 15 mars 1959 et le 30 mai, la première mine est tirée. Le 15 juillet, le terrassement de la plateforme du tunnel est terminé. Sur cette plateforme, l'entreprise va installer la centrale de ventilation, de recharge des accumulateurs, d'entretien du matériel et de fabrication du béton. La perforation débute avec des pelles mécaniques et des camions diesel. L'installation des convoyeurs électriques est retardée par manque de fiabilité.
Le matériel lourd (« le Jumbo » comme du côté italien), entre en galerie le 15 septembre 1959. Il s'agit d'un échafaudage roulant de 100 tonnes, comportant quatre étages sur lesquels sont fixées quinze perforatrices Ingersoll Rand à air comprimé, et une perforatrice centrale de 203 mm de diamètre perçant un trou non miné. Les forets en action sur le « plan de tir » percent des trous de 44 mm de diamètre et 4 mètres de longueur, destinés à recevoir les charges de dynamite. Selon la nature de la roche, il fallait forer 120 à 150 trous. Il faudra attendre le 18 janvier 1960 pour que le système de perforation et de convoyage définitif fonctionne. Il se composait, outre le « Jumbo », de 90 wagons métalliques de 8 m3, tirés sur une voie métrique par dix locomotives à batteries, d'un poids unitaire de 30 tonnes. Sur le front de taille, après l'explosion des mines et la « purge » des gaz et des blocs instables, le déblaiement, ou « marinage » est chargé dans les wagons par deux pelles électriques munies d'un godet de 950 litres.
Contrairement aux prévisions des géologues français, le percement se poursuit dans des schistes cristallins sur 3 200 mètres, alors que la protogine avait été annoncée au PK 1.500. Le maximum de couverture est enregistré à la verticale de l'Aiguille du Midi, au PK 3.200, avec un toit rocheux de 2 460 mètres. Les venues d'eau, dont la plus importante atteint 200 litres par seconde, sont bien moins nombreuses et surtout moins dangereuses que sur le front italien.
Une difficulté inattendue a, par contre, engendré de grosses complications. Sous l'effet d'une brutale décompression, libérant des tensions internes, le granit de la galerie s'est délité et exfolié après l'éclatement des mines. Il a fallu mettre au point une technique inédite de boulonnage de la roche, au moyen d'« épingles », longues tiges filetées de 1,60 m bloquant des plaques métalliques retenant la roche. Il faudra poser 180 000 boulons, dont plus de 30 000 au front de taille, ce qui a considérablement ralenti la cadence des travaux, passée de 12 mètres par jour avec trois tirs de 4 mètres à deux tirs par jour. L'entreprise Borie a connu un mouvement social avec une grève de 90 jours, qui a retardé le forage de 105 jours et occasionné un retard de 630 mètres. Les 350 ouvriers du chantier français ont déploré le décès de cinq d'entre eux. De son côté, l'entreprise italienne a essuyé, les 5 et 6 avril 1962, trois avalanches qui ont écrasé les baraquements du personnel, faisant trois victimes et une trentaine de blessés.
L'avancement journalier moyen du côté français a été de 5 mètres par jour. Le principe de construction, adopté des deux côtés, consiste, à une centaine de mètres du front de taille, à utiliser un train bétonneur pour enduire la voûte, selon les méthodes classiques en tunnel. Un portique roulant déplace les coffrages métalliques à l'intérieur desquels le béton est pompé, injecté et vibré. Sur la plateforme extérieure, une centrale concasse les déblais destinés à la confection des agrégats pour fabriquer le béton.

#### Chiffres clés
- Personnel : ont travaillé à la réalisation du projet cinq ingénieurs, 350 ouvriers, le tout pour un total estimé de 4 600 000 heures de travail. Il y eut 23 morts lors d'accidents du travail[8].
- Machines : une perforatrice Jumbo de 75 tonnes pouvant percer 16 trous à la fois pour placer les explosifs côté français, deux pelles électriques de 23 tonnes, dix locomotives également électriques et 90 wagons pour évacuer les roches. Côté italien, le travail est réalisé par des perforatrices montées sur une plate-forme roulante. Les déblais sont évacués par des camions nécessitant une plus forte ventilation de la galerie au profit des ouvriers travaillant à l'intérieur de la galerie[8].
- Explosifs : 711 tonnes d'explosifs ont été nécessaires pour faire sauter 550 000 m3 de roches.
- Consommation : 37 millions de kWh et 2 700 000 litres de carburants pour les camions et les engins.
- Divers : ont été utilisés 771 240 boulons, 6 900 fleurets, 300 tonnes de fer pour soutenir la voûte, 5 000 m3 pour le coffrage de 60 000 tonnes de ciment (mélangé à 280 000 m3 d'agrégats et à 10 000 tonnes de produits d'injection).

### Incendie du 24 mars 1999
Le 24 mars 1999 en fin de matinée, l'embrasement d'un camion frigorifique transportant de la margarine et de la farine, à environ 7 km de l'entrée française du tunnel, provoque un violent incendie. Celui-ci cause la mort de 39 personnes et entraîne la fermeture du tunnel pendant environ trois ans.
L'incendie aura duré près de 53 heures, avec une température qui a atteint 1 000 °C ; il a causé la destruction de 24 poids-lourds, neuf véhicules légers et une moto, sans compter les deux véhicules de secours immobilisés dans le tunnel sans qu'ils aient pu intervenir. Le procès qui a suivi a établi de graves manquements à la sécurité : les procédures d'urgence et les mesures de sécurité n'étaient pas respectées depuis de nombreuses années.
Chronologie :
- 10 h 47 : Le camion belge (qui prendra feu) entre dans le tunnel
- 10 h 51 : L'alarme d'opacité se déclenche
- 10 h 53 : Le camion s'immobilise au droit de l'abri n° 21, les flammes sortant du moteur
- 10 h 54 : L'alerte est donnée par un automobiliste à une borne d'appel. La fumée progresse à 4 mètres par seconde (16 km/h), l'asphyxie est inévitable. Les personnes sortant de leur véhicule pour rejoindre un abri de secours sont intoxiquées en quelques secondes à cause du monoxyde de carbone rejeté par l'incendie
- 10 h 55 : Le péage français est fermé, la signalisation passe au rouge
- 10 h 56 : Le péage italien est fermé
- 10 h 58 : Les secours sont alertés
- 11 h 9 : Arrivée des premiers pompiers à l'entrée du tunnel, soit 23 minutes après l'entrée du camion dans le tunnel
- 11 h 11 : Des pompiers italiens sont pris au piège et arrivent à sortir par une galerie d'aération
- 11 h 30 : Arrêt des interventions des pompiers, la fumée bloque tout le tunnel.

Le chargement du camion (de la farine et de la margarine) a provoqué un incendie aussi violent qu'un pétrolier de trente tonnes[Quoi ?]. Le mélange margarine / isolant du camion (polystyrène) fut découvert comme extrêmement inflammable après enquête.[réf. nécessaire]
Après ce drame qui a fait 39 morts, le tunnel reste fermé pendant trois ans et rouvre à la circulation le 9 mars 2002, après de longs travaux de réparation (réfection de la voûte fortement endommagée) et de sécurité. Ces derniers ont consisté en la création :
- de niches tous les 100 mètres ;
- d'un poste de secours au centre du tunnel, avec un véhicule lourd et plusieurs pompiers présents en permanence dans ce local ;
- d'abris reliés à une galerie d'évacuation indépendante (sous la chaussée) ;
- d'une salle de commande unique (côté français, avec une salle de secours du côté italien).

Les règles d'exploitation ont été changées :
- unification des deux sociétés exploitantes sous forme d'un groupement européen d'intérêt économique, le GEIE-TMB, dont le siège social est à Courmayeur (11013 - AO), Piazzale italiano del Traforo del Monte Bianco, des équipes communes franco-italiennes sont constituées pour assurer la sécurité dans la gestion courante du tunnel ;
- interdiction des camions transportant des matières dangereuses et des véhicules de transport polluants (norme Euro 0), limitations de vitesse strictes, intervalles entre véhicules (150 m en circulation, 100 m à l'arrêt).

### Doublement du tunnel
Le projet initial d'un tunnel à double tube n'est pas réalisé à l'ouverture. Le projet est régulièrement évoqué afin de pallier l'augmentation du trafic et pour des raisons de sécurité, notamment à la suite de l'incendie de 1999 ou à l'occasion de l'ouverture du second tube du tunnel du Fréjus en 2025,. Cependant, le doublement du tunnel fait l'objet d'une opposition de la part des populations locales des vallées de l'Arve, de Chamonix et du val d'Aoste situées sur le parcours des autoroutes menant au tunnel,.

## Exploitation

### Péage

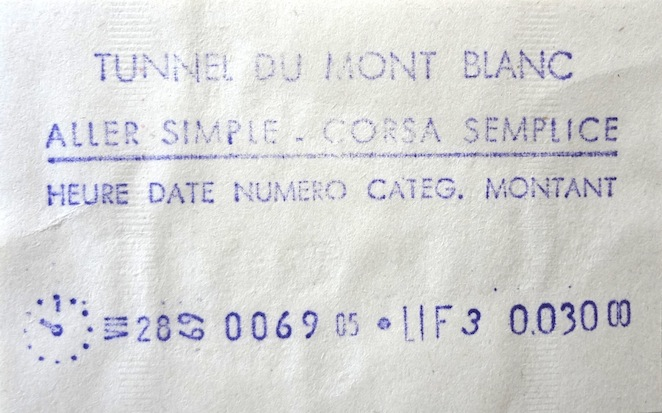
Quittance pour traversée du tunnel le 28 juillet 1969.

La traversée du tunnel est soumise à un péage, dont le tarif est augmenté au 1er janvier de chaque année en fonction des taux d'inflation en Italie et en France durant l'année précédente. Le tarif au 25 janvier 2013 pour une voiture est de 40,90 € (41,40 € côté italien) pour une traversée simple, et de 51 € pour un aller-retour valable durant sept jours (51,60 € côté italien). Le tarif (le 25 août 2016) pour une traversée simple (Italie → France) en voiture est de 44,20 €. À compter du 1er janvier 2023 pour un véhicule particulier se rendant en Italie depuis la France, le tarif est de 51,50 € pour un aller, et de 64,20 € pour un aller-retour valable durant sept jours.

### Fréquentation
| Année | Véhicules légers | Véhicules légers | Poids lourds  | Poids lourds | Transports en commun | Transports en commun | Tous véhicules | Tous véhicules |
| Année | Fréquentation    | Variation        | Fréquentation | Variation    | Fréquentation        | Variation            | Fréquentation  | Variation      |
| 1965  | 334 326          |                  | 5 337         |              | 5 409                |                      | 345 072        |                |
| 1966  | 533 504          | 59,5 %           | 44 856        | 740,4 %      | 14 090               | 160,4 %              | 592 450        | 71,6 %         |
| 1967  | 544 304          | 2 %              | 61 805        | 37,7 %       | 12 609               | -10,5 %              | 618 718        | 4,4 %          |
| 1968  | 528 711          | -2,8 %           | 77 420        | 25,2 %       | 10 571               | -16,1 %              | 616 702        | -0,3 %         |
| 1969  | 558 847          | 5,6 %            | 113 630       | 46,7 %       | 10 356               | -2 %                 | 682 833        | 10,7 %         |
| 1970  | 605 978          | 8,4 %            | 138 176       | 21,6 %       | 10 364               | 0 %                  | 754 518        | 10,4 %         |
| 1971  | 661 133          | 9,1 %            | 169 444       | 22,6 %       | 10 452               | 0,8 %                | 841 029        | 11,4 %         |
| 1972  | 701 006          | 6 %              | 220 739       | 30,2 %       | 11 466               | 9,7 %                | 933 211        | 10,9 %         |
| 1973  | 720 076          | 2,7 %            | 250 993       | 13,7 %       | 11 569               | 0,8 %                | 982 638        | 5,2 %          |
| 1974  | 639 819          | -11,1 %          | 330 501       | 31,6 %       | 11 267               | -2,6 %               | 981 587        | -0,1 %         |
| 1975  | 753 253          | 17,7 %           | 290 360       | -12,1 %      | 13 146               | 16,6 %               | 1 056 759      | 7,6 %          |
| 1976  | 821 591          | 9 %              | 351 667       | 21,1 %       | 13 657               | 3,8 %                | 1 186 915      | 12,3 %         |
| 1977  | 817 950          | -0,4 %           | 393 682       | 11,9 %       | 16 188               | 18,5 %               | 1 227 820      | 3,4 %          |
| 1978  | 795 716          | -2,7 %           | 426 984       | 8,4 %        | 16 260               | 0,4 %                | 1 238 960      | 0,9 %          |
| 1979  | 919 962          | 15,6 %           | 509 208       | 19,2 %       | 20 409               | 25,5 %               | 1 449 579      | 16,9 %         |
| 1980  | 850 334          | -7,5 %           | 537 214       | 5,4 %        | 21 632               | 5,9 %                | 1 409 180      | -2,7 %         |
| 1981  | 822 605          | -3,2 %           | 467 507       | -12,9 %      | 22 061               | 1,9 %                | 1 312 173      | -6,8 %         |
| 1982  | 867 841          | 5,4 %            | 436 493       | -6,6 %       | 23 828               | 8 %                  | 1 328 162      | 1,2 %          |
| 1983  | 823 737          | -5 %             | 434 691       | -0,4 %       | 24 878               | 4,4 %                | 1 283 306      | -3,3 %         |
| 1984  | 844 958          | 2,5 %            | 455 886       | 4,8 %        | 26 450               | 6,3 %                | 1 327 294      | 3,4 %          |
| 1985  | 876 581          | 3,7 %            | 454 956       | -0,2 %       | 29 266               | 10,6 %               | 1 360 803      | 2,5 %          |
| 1986  | 906 061          | 3,3 %            | 488 188       | 7,3 %        | 29 105               | -0,5 %               | 1 423 354      | 4,5 %          |
| 1987  | 978 040          | 7,9 %            | 556 447       | 13,9 %       | 31 021               | 6,5 %                | 1 565 508      | 9,9 %          |
| 1988  | 1 005 587        | 2,8 %            | 619 793       | 11,3 %       | 31 590               | 1,8 %                | 1 656 970      | 5,8 %          |
| 1989  | 1 105 353        | 9,9 %            | 684 837       | 10,4 %       | 31 508               | -0,2 %               | 1 821 698      | 9,9 %          |
| 1990  | 1 117 635        | 1,1 %            | 746 523       | 9 %          | 30 903               | -1,9 %               | 1 895 061      | 4 %            |
| 1991  | 1 130 777        | 1,1 %            | 768 162       | 2,8 %        | 27 757               | -10,1 %              | 1 926 696      | 1,6 %          |
| 1992  | 1 135 033        | 0,3 %            | 781 592       | 1,7 %        | 30 541               | 10 %                 | 1 947 166      | 1 %            |
| 1993  | 1 104 391        | -2,6 %           | 835 883       | 6,9 %        | 27 754               | -9,1 %               | 1 968 028      | 1 %            |
| 1994  | 1 090 752        | -1,2 %           | 812 113       | -2,8 %       | 27 238               | -1,8 %               | 1 930 103      | -1,9 %         |
| 1995  | 1 137 213        | 4,2 %            | 773 911       | -4,7 %       | 27 680               | 1,6 %                | 1 938 804      | 0,4 %          |
| 1996  | 1 121 583        | -1,3 %           | 729 635       | -5,7 %       | 27 686               | 0 %                  | 1 878 904      | -3 %           |
| 1997  | 1 134 735        | 1,1 %            | 734 306       | 0,6 %        | 29 878               | 7,9 %                | 1 898 919      | 1 %            |
| 1998  | 1 192 615        | 5,1 %            | 776 604       | 5,7 %        | 28 470               | -4,7 %               | 1 997 689      | 5,2 %          |
| 1999  | 195 327          | -83,6 %          | 171 459       | -77,9 %      | 5 711                | -79,9 %              | 372 497        | -81,3 %        |
| 2000  | Tunnel fermé     | Tunnel fermé     | Tunnel fermé  | Tunnel fermé | Tunnel fermé         | Tunnel fermé         | Tunnel fermé   | Tunnel fermé   |
| 2001  | Tunnel fermé     | Tunnel fermé     | Tunnel fermé  | Tunnel fermé | Tunnel fermé         | Tunnel fermé         | Tunnel fermé   | Tunnel fermé   |
| 2002  | 935 444          |                  | 78 682        |              | 7 470                |                      | 1 021 596      |                |
| 2003  | 1 126 912        | 20,4 %           | 274 327       | 248,6 %      | 12 597               | 68,6 %               | 1 413 836      | 38,3 %         |
| 2004  | 1 141 551        | 1,2 %            | 353 107       | 28,7 %       | 13 921               | 10,5 %               | 1 508 579      | 6,7 %          |
| 2005  | 1 142 756        | 0,1 %            | 584 838       | 65,6 %       | 16 227               | 16,5 %               | 1 743 821      | 15,5 %         |
| 2006  | 1 183 529        | 3,5 %            | 606 176       | 3,6 %        | 15 720               | -3,1 %               | 1 805 425      | 3,5 %          |
| 2007  | 1 168 381        | -1,2 %           | 589 904       | -2,6 %       | 15 487               | -1,4 %               | 1 773 772      | -1,7 %         |
| 2008  | 1 187 277        | 1,6 %            | 588 438       | -0,2 %       | 15 664               | 1,1 %                | 1 791 379      | 0,9 %          |
| 2009  | 1 198 993        | 0,9 %            | 518 258       | -11,9 %      | 15 292               | -2,3 %               | 1 732 543      | -3,2 %         |
| 2010  | 1 217 548        | 1,5 %            | 571 535       | 10,2 %       | 15 910               | 4 %                  | 1 804 993      | 4,1 %          |
| 2011  | 1 244 452        | 2,2 %            | 605 955       | 6 %          | 16 052               | 0,8 %                | 1 866 459      | 3,4 %          |
| 2012  | 1 173 221        | -5,7 %           | 580 978       | -4,1 %       | 15 074               | -6 %                 | 1 769 273      | -5,2 %         |
| 2013  | 1 220 223        | 4 %              | 549 175       | -5,4 %       | 14 566               | -3,3 %               | 1 783 964      | 0,8 %          |
| 2014  | 1 236 284        | 1,3 %            | 553 680       | 0,8 %        | 15 018               | 3,1 %                | 1 804 982      | 1,1 %          |
| 2015  | 1 281 972        | 3,6 %            | 575 567       | 3,9 %        | 15 402               | 2,5 %                | 1 872 941      | 3,7 %          |
| 2016  | 1 302 154        | 1,5 %            | 574 802       | -0,1 %       | 14 706               | -4,5 %               | 1 891 662      | 0,9 %          |
| 2017  | 1 352 359        | 3,8 %            | 621 484       | 8,1 %        | 16 276               | 10,6 %               | 1 990 119      | 5,2 %          |
| 2018  | 1 316 754        | -2,6 %           | 622 201       | 0,1 %        | 17 224               | 5,8 %                | 1 956 179      | -1,7 %         |
| 2019  | 1 315 528        | 0 %              | 628 011       | 0,9 %        | 20 566               | 19,4 %               | 1 964 105      | 0,4 %          |
| 2020  | 727 751          | -44,6 %          | 565 682       | -9,9 %       | 6 489                | -68,4 %              | 1 299 922      | -33,8 %        |
| 2021  | 853 564          | 17,2 %           | 616 891       | 9 %          | 5 541                | -14,6 %              | 1 475 996      | 13,5 %         |
| 2022  | 1 159 936        | 35,8 %           | 561 580       | -8,9 %       | 10 317               | 86,1 %               | 1 731 833      | 17,3 %         |

## Dans la culture
- Le peintre Jean Aujame a accroché au Salon des peintres témoins de leur temps de 1963 une toile représentant le percement du tunnel du Mont-Blanc.
- Le film Détenu en attente de jugement comporte deux scènes tournées à la sortie italienne du tunnel du Mont-Blanc : l'arrivée d'Alberto Sordi en Italie et son départ quelques semaines plus tard.